# Lindholm (Stege Bugt)
Lindholm ist eine dänische Insel nördlich der Insel Møn in der Stege Bugt gelegen. Die Insel ist sieben Hektar groß und seit Ende der 1990er Jahre unbewohnt. Die Insel beherbergt die Abteilung Virusforschung des Veterinärinstituts von Dänemarks Technischer Universität. Das Betreten der Insel ist verboten.

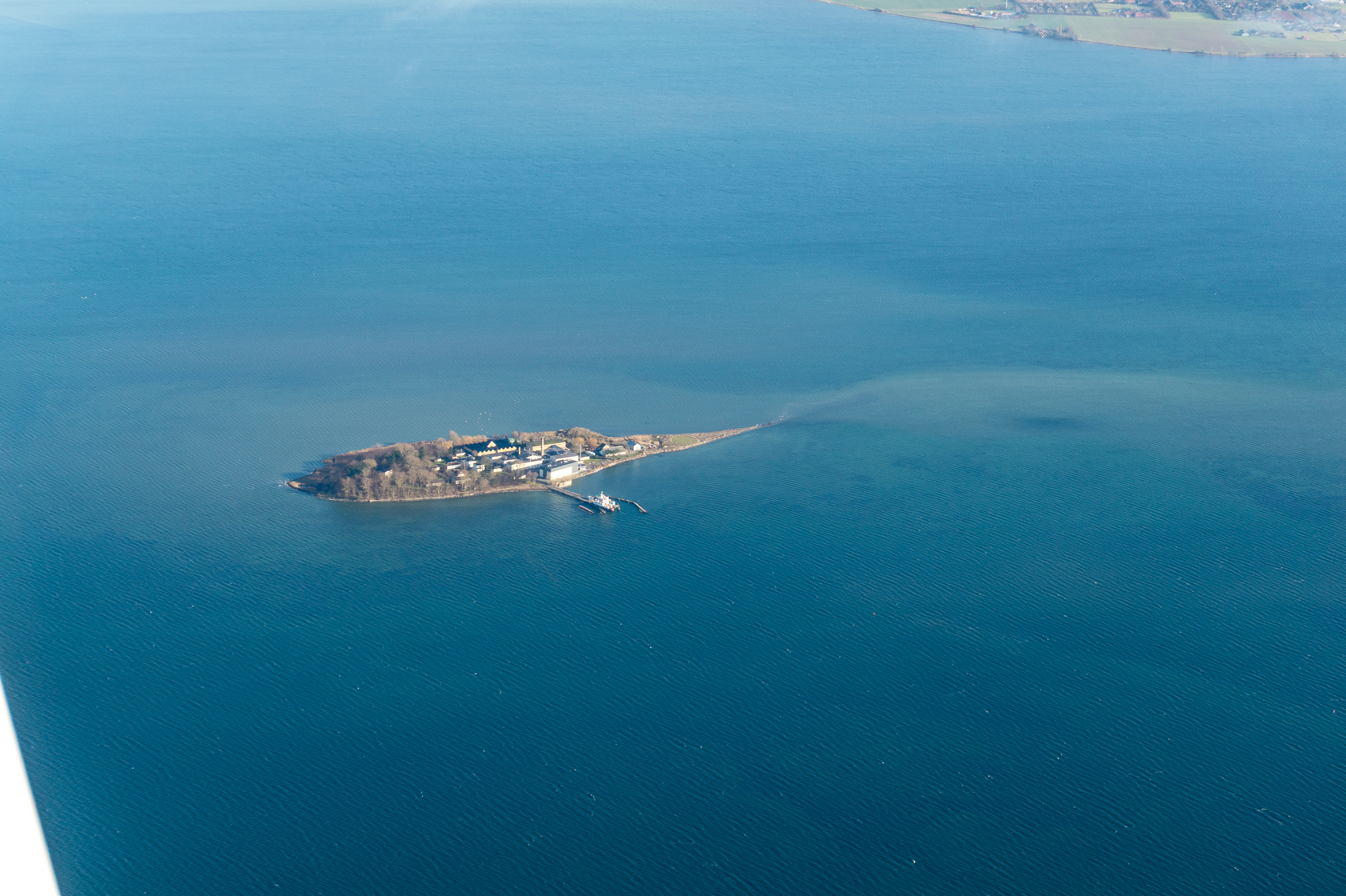
Lindholm

Die Insel gehört zur Kirchspielsgemeinde (dän.: Sogn) Stege Sogn, das bis 1970 zur Harde Mønbo Herred im damaligen Præstø Amt gehörte, danach zur Møn Kommune im damaligen Storstrøms Amt, die mit der Kommunalreform zum 1. Januar 2007 in der Vordingborg Kommune in der Region Sjælland aufgegangen ist.
Im Jahre 2018 hatte die rechtsliberale Minderheitsregierung unter Lars Løkke Rasmussen geplant, die Außenstelle des Veterinärinstituts im Januar 2019 zu schließen und ab 2021 Asylbewerber, die Dänemark verlassen müssen, auf der Insel unterzubringen. Nach der Folketingswahl 2019 beschloss jedoch der "Rote Block", ein Bündnis aus Sozialdemokraten, Sozialliberalen und Sozialisten in seiner Koalitionsvereinbarung, die Lindholm-Pläne der Vorgängerregierung fallen zu lassen.